# Nissan N7
Nissan N7 —  електричний седан, який буде вироблятися компанією Nissan для китайського ринку через спільне підприємство Dongfeng-Nissan. 

## Огляд

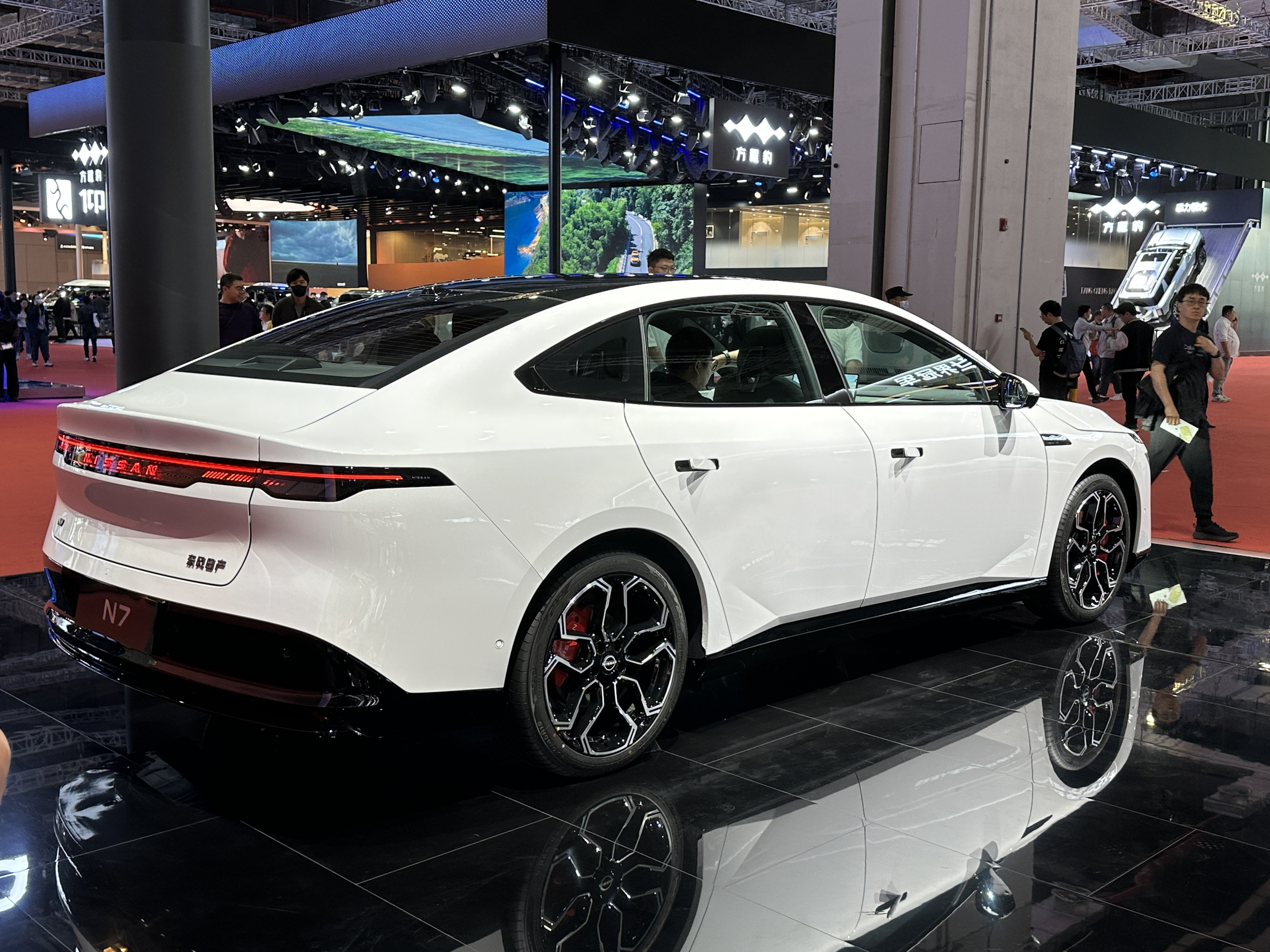

N7 базується на локально розробленій модульній електричній архітектурі та буде пропонуватися з розширеною системою допомоги водієві «Навігація на автопілоті». Всередині сенсорний екран повинен працювати плавно завдяки процесору Qualcomm Snapdragon 8295P.
N7 надійде в продаж у Китаї протягом першої половини 2025 року. Це одна з кількох моделей, включених до середньострокового плану Nissan «The Arc», який дозволить спільному підприємству Dongfeng Nissan прискорити запуск гібридних та електромобілів у Китаї. Ця стратегія передбачає загалом 30 моделей у всьому світі до 2027 року, включаючи сім автомобілів для Сполучених Штатів.